# 12 cm rörlig kustartilleripjäs m/80
12 cm rörlig kustartilleripjäs m/80 (förkortat: R Kapj 12/80) eller Kustartilleripjäs 9501 och även känd som KARIN, var en svensk kustartilleripjäs med 12 cm kaliber utvecklad av Bofors.

## Historik
Under utvecklingen kallades pjäsen KARIN (KustArtilleriets Rörliga INvasionsförsvar). Pjäsen utvecklades som en variant av Haubits 77 med stora likheter i konstruktionen. Truppförsök började 1977, första seriepjäs levererades 1981. Utbildning av värnpliktiga startade 1980. Första hela krigsförband klart i krigsorganisationen 1983. Sex batterier om vardera fyra pjäser anskaffades och sammanfördes i tre Kustartilleribataljoner. Pjästypen avvecklades i samband med Kustartilleriets nedläggning år 2000 och de sista förbanden, 1., 2. och 3. KA-bataljonerna utgick ur krigsorganisationen i november 2003. 

## Konstruktion
Konstruktionen av 12/80 var till stora delar baserad på Haubits 77 med samma lavett med egen motor som möjliggjorde att pjäsen kunde köra själv. Även eldröret hade samma yttre dimensioner även om kustartilleripjäsen hade kalibern 12 cm jämfört med haubitsens 15,5 cm. 12/80 använde 12 cm ammunition med enhetshylsor, ett automatiskt laddsystem på höger lavettben som möjliggjorde hög eldhastighet samt en pjäsdator vilket gjorde att pjäsen kunde fjärriktas från bland annat radarstationer. Den maximala räckvidden för 12/80 var 32 km, och den maximala eldhastigheten var 16 skott per minut. 12/80-pjäserna var till skillnad från de flesta Haubits 77:orna helgröna och inte mönstermålade i kamouflagemönster.